# Тедизолід
Тедизолід  (раніше торезолід) — синтетичний антибіотик з групи оксазолідинонів для перорального та парентерального застосування.

## Історія створення
Тедизолід був розроблений американською фармацевтичною компанією «Cubist Pharmaceuticals» у співпраці із компанією «Trius Therapeutics» для лікування ускладнених інфекцій шкіри та м'яких тканин, включно із ураженнями, викликаними метицилін-резистентними штамами Staphylococcus aureus (MRSA). Тедизолід випускається у вигляді фосфату та розповсюджується під торговою маркою «Сівекстро». Тедизолід схвалений FDA 20 червня 2014 року для лікування інфекцій шкіри, викликаних метицилінрезистентним стафілококом. Тедизолід є другим представником групи оксазолідинонів (після лінезоліду). До тедизоліду чутливі й інші грампозитивні бактерії; включно метицилінчутливі стафілококи, Streptococcus pyogenes, Streptococcus agalactiae, ентерококи, коагулазонегативні стафілококи, та стафілококи, які нечутливі до лінезоліду. Тедизолід розроблений як антибіотик із групи оксазолідинонів ІІ покоління та у 4—16 разів потенційно активніший до метицилінрезистентних стафілококів за лінезолід.
Тедизолід випускається у вигляді проліків — тедизоліду фосфату, який у організмі під дією ферментів плазми крові перетворюється у активний препарат — тедизолід. Тедизоліду фосфат отримав назву «TR-701», тоді як активна речовина отримала назву «TR-700». Як і у інших препаратів із групи оксазолідинонів, механізм дії тедизоліду полягає у порушенні синтезу білка у клітинах бактерій шляхом зупинки трансляції білків у рибосомах.

## Клінічні дослідження
У ІІІ фазі клінічних досліджень тедизолід мав аналогічні до лінезоліду показники ефективності та безпеки при застосуванні для лікування інфекцій шкіри, викликаних метицилінчутливими та метициліннечутливими стафілококами.
20 червня 2014 року тедизолід був затверджений FDA для лікування ускладнених інфекцій шкіри, у тому числі викликаними метицилінрезистентними штамами Staphylococcus aureus. Новий антибіотик може застосовуватися як перорально, так і парентерально, у вигляді внутрішньовенних ін'єкцій.

## Побічна дія
Найчастішими побічними ефектами, що спостерігались при застосуванні тедизоліду під час клінічних досліджень, були нудота, блювання, діарея, головний біль та запаморочення. Під час І фази клінічних досліджень спостерігались відхилення гематологічних показників при застосуванні тедизоліду більше 6 днів. Не підтверджено безпечність препарату при застосуванні у пацієнтів з лейкопенією, у таких хворих необхідно застосовувати альтернативний препарат. При застосуванні тедизоліду існує незначний ризик розвитку периферичної нейропатії (0,6% випадків у клінічних дослідженнях) та невриту зорового нерва (0,2%), які характерні для інших антибіотиків групи оксазолідинонів.